# Campeonato do Mundo de Hóquei em Patins Masculino de 1966
O Campeonato Europeu de 1966 foi a 17.ª edição do Campeonato do Mundo de Hóquei em Patins .

## Resultados
|      | Equipe         | Pts | J | V | E | D | GM | GS | DG  |
| ---- | -------------- | --- | - | - | - | - | -- | -- | --- |
| 1.º  | Espanha        | 18  | 9 | 9 | 0 | 0 | 46 | 10 | 36  |
| 2.º  | Portugal       | 15  | 9 | 7 | 1 | 1 | 60 | 7  | 53  |
| 3.º  | Argentina      | 12  | 9 | 5 | 2 | 2 | 25 | 19 | 6   |
| 4.º  | Itália         | 11  | 9 | 4 | 3 | 2 | 24 | 20 | 4   |
| 5.º  | Suíça          | 9   | 9 | 4 | 1 | 4 | 27 | 28 | -1  |
| 6.º  | Chile          | 7   | 9 | 3 | 1 | 5 | 21 | 42 | -21 |
| 7.º  | Estados Unidos | 6   | 9 | 3 | 0 | 6 | 19 | 39 | -20 |
| 8.º  | Holanda        | 6   | 9 | 3 | 0 | 6 | 31 | 37 | -6  |
| 9.º  | Inglaterra     | 4   | 9 | 2 | 0 | 7 | 22 | 48 | -26 |
| 10.º | Brasil         | 2   | 9 | 1 | 0 | 8 | 9  | 34 | -25 |

|                | Chile | Inglaterra | Estados Unidos | Brasil | Portugal | Países Baixos | Suíça | Itália | Argentina | Espanha |
| -------------- | ----- | ---------- | -------------- | ------ | -------- | ------------- | ----- | ------ | --------- | ------- |
| Chile          |       |            |                |        |          |               |       |        |           |         |
| Inglaterra     | 3-2   |            |                |        |          |               |       |        |           |         |
| Estados Unidos | 1-2   | 6-5        |                |        |          |               |       |        |           |         |
| Brasil         | 2-5   | 2-6        | 2-0            |        |          |               |       |        |           |         |
| Portugal       | 9-0   | 11-1       | 13-2           | 10-0   |          |               |       |        |           |         |
| Holanda        | 5-6   | 5-0        | 2-4            | 3-1    | 2-9      |               |       |        |           |         |
| Suíça          | 6-3   | 5-2        | 2-4            | 2-1    | 0-2      | 2-6           |       |        |           |         |
| Itália         | 1-1   | 6-4        | 3-2            | 4-0    | 1-1      | 4-3           | 2-4   |        |           |         |
| Argentina      | 6-2   | 5-0        | 2-0            | 2-0    | 0-5      | 6-3           | 2-2   | 2-2    |           |         |
| Espanha        | 9-0   | 6-1        | 8-0            | 2-1    | 1-0      | 5-3           | 6-4   | 4-1    | 5-0       |         |